# Hotel bed jumping
Hotel bed jumping è una locuzione di lingua inglese che identifica un fenomeno di costume diffuso dalla primavera del 2007 i cui effetti sono stati prontamente rilanciati dai mezzi di comunicazione di massa soprattutto grazie a internet. Di esso hanno dato notizia numerosi organi di stampa e anche siti web, blog e portali giornalistici online.
Quello che, in senso lato, può essere considerato un nuovo hobby del ventunesimo secolo di parte della clientela di hotel di tutto il mondo (per ragioni non solo ortopediche, i più giovani di età), consiste nell'effettuare dei salti (to jump è il verbo inglese per saltare) più o meno spettacolari e tecnicamente arditi, da soli o anche in coppia, nei letti a una o due piazze degli alberghi. Le ardite evoluzioni vengono riprese da un apparecchio fotografico o da una cinepresa: fotografie e video, spesso dagli esiti inaspettati ed esilaranti, vengono poi, una volta tornati a casa, diffusi su internet dagli stessi saltatori/internauti per essere mostrati ad amici e parenti prettamente attraverso pagine blog o siti che distribuiscono filmati video in streaming.

## Galleria d'immagini
- Immagini di Hotel bed jumping su Flickr